# Placa amiloide
As placas amiloides são depósitos de fragmentos de proteínas chamadas beta-amiloides, que são tóxicas para os neurônios e suas sinapses. Quando as moléculas de proteínas beta-amiloides se agrupam, elas podem se mover livremente pelo cérebro e podem facilmente se ligar aos receptores dos neurônios.
Uma vez que as beta-amiloides se ligam aos neurônios, ela tende a destruir as sinapses. A destruição das sinapses impede a formação de novas memórias, de pensamento, aprendizado e regulação das emoções. Acúmulo das beta-amiloides leva à formação de placas amiloides, que se acumulam no tecido cerebral, aumentando a destruição de neurônios.